# Penkozavod (Krasnodar)
Penkozavod (del ruso: Пенькозавод) es un posiólok del raión de Otrádnaya del krai de Krasnodar, en Rusia. Está situado en la orilla derecha del río Urup, afluente del Kubán, 26 km al sur de Otrádnaya y 224 km al sureste de Krasnodar, la capital del krai. Tenía 1 127 habitantes en 2010.
Pertenece al municipio Udobnienskoye.